# Mujeres de Negro
Mujeres de Negro (en: Women in Black) es un movimiento internacional de mujeres pacifistas. Nació en Israel el 9 de enero de 1988 fundado por la feminista, pacifista y activista Hagar Rublev (1954-2000) para protestar contra la ocupación y contra la violación de los derechos humanos del ejército israelí en los Territorios Palestinos. El movimiento se extendió a Italia. Donne in Nero desde octubre de 1988 se manifestaban frente a la embajada israelí de Roma. Cuando el 2 de agosto de 1990 estalló la Guerra del Golfo en el Congreso de la asociación de la paz celebrado en octubre se recuperó la propuesta de manifestarse vestidas de negro. Desde el 17 de octubre de 1990, cada miércoles se manifestaban frente al parlamento contra la guerra del Golfo. El 9 de octubre de 1991 se fundó Mujeres de Negro de Belgrado como respuesta a la Guerra de los Balcanes. En 1993 empieza a conformarse la red española. A partir de 2002 la asociación de mujeres en luto simbólico comienza a afianzarse y a proyectarse en diferentes países y redes sociales como opción pacifista y feminista que denuncia diversas injusticias relacionadas con los conflictos armados de todo el mundo. La red internacional se ha ocupado también especialmente de la situación de las mujeres en Afganistán. En 2011 el XV Encuentro Internacional de Mujeres de Negro se celebró en Colombia y en 2013 en Uruguay. 

## Historia

### Mujeres de Negro Israel
En diciembre de 1987 había comenzado la Intifada. La primera manifestación de Mujeres de Negro en Israel fue el 9 de enero de 1988, en torno a la fecha de cumpleaños de Hagar Rublev. Convocó a un grupo de amigas activistas a manifestarse en la céntrica Plaza de París de Jerusalén Oeste. 
Decidieron reunirse cada semana el viernes de 13.00 a 14.00 horas en el mismo punto de la plaza con pancartas reclamando "Fin de la Ocupación" interpelando a la sociedad israelí. El grupo inicial de ocho mujeres pasó a un centenar el 8 de marzo, tres meses después.

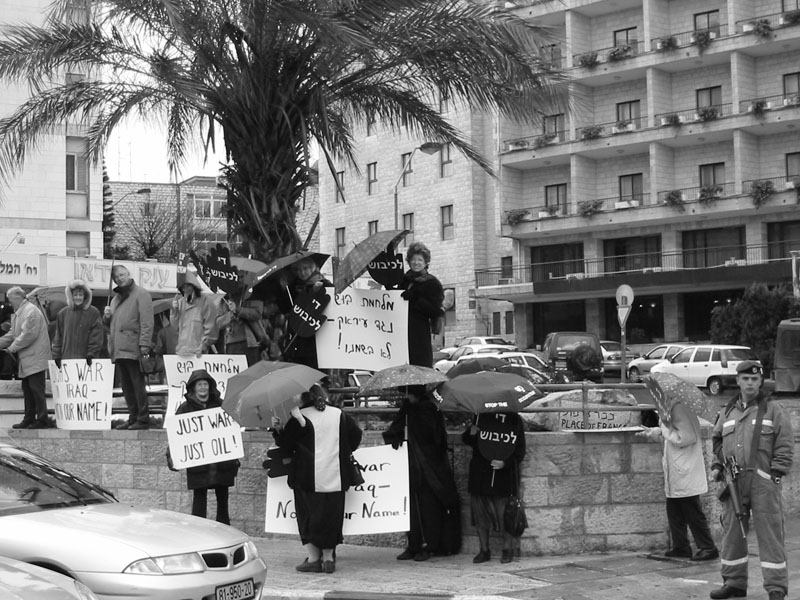
Plaza de París (Jerusalén), protesta contra la ocupación y la guerra de Irak febrero de 2003

Eligieron vestirse de un solo color como efecto visual para llamar la atención en el espacio público, el negro como señal de duelo y manifestarse en silencio. En un principio no tenían nombre pero en poco tiempo el negro fue su seña de identidad. En sus inicios con frecuencia eran insultadas y agredidas verbalmente mientras estaban en silencio en la plaza.

Una de las aportaciones que ha hecho Mujeres de Negro es quizás plantear la idea de que las mujeres podrían manifestarse, ser visible en las calles con su opinión en temas políticos.  No podíamos creer que todos los días mataran a palestinos... había que actuar desde el interior de la sociedad israelí y decidimos hacer manifestaciones. No fue fácil, la reacción en la calle fue muy hostil pero las manifestaciones se convirtieron en grandes demostraciones y se extendieron a otras ciudades... y lo importante es que cada mujer en cada manifestación, en cada ciudad, decidía para que, cómo, dónde quería manifestarse....
Hagar Rublev (1999)

Mujeres de Negro de Israel fue el primer colectivo social en manifestarse en Israel públicamente contra la política de ocupación de los territorios palestinos por parte de su gobierno.

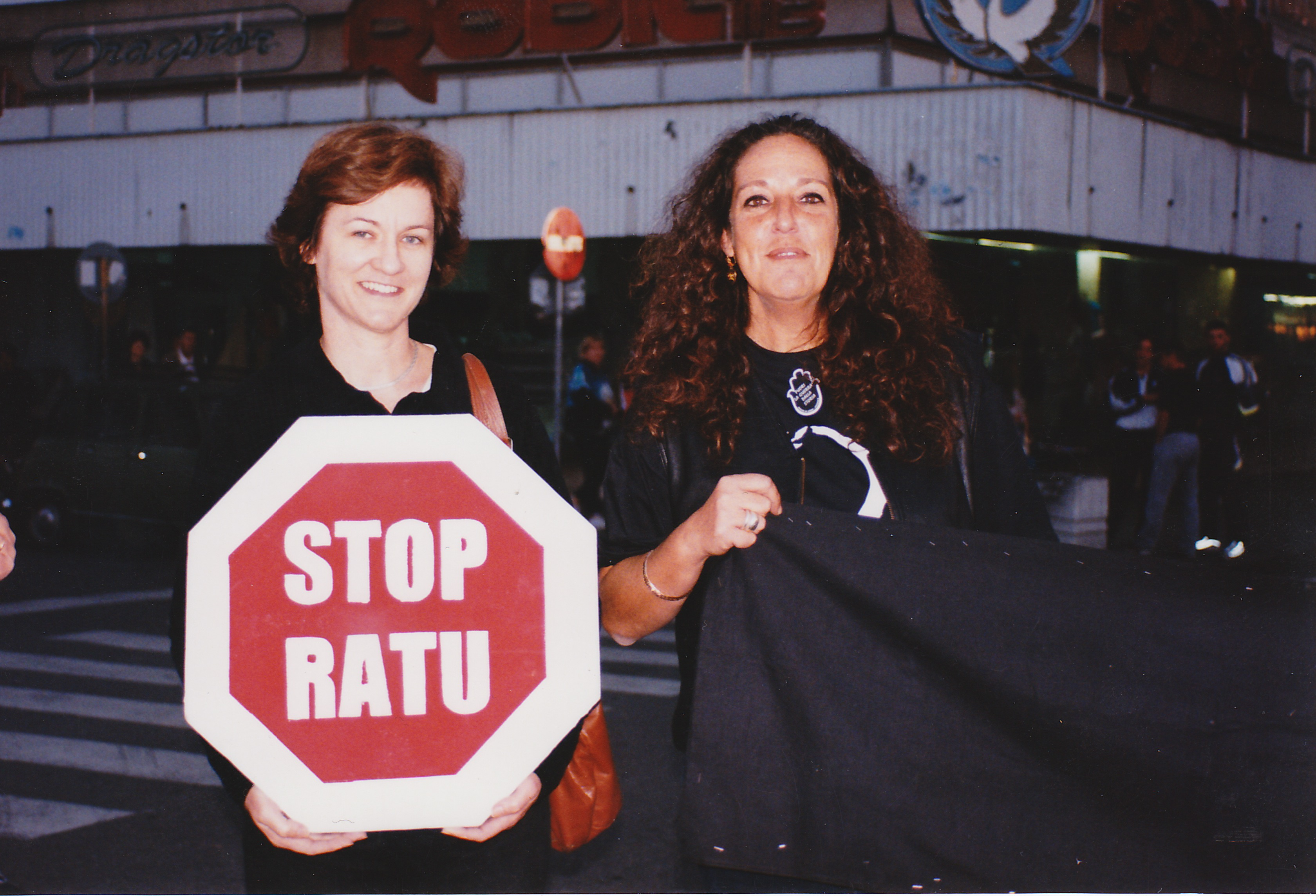
Hagar Roublev (a la derecha) con otra activista de Mujeres de Negro. Montenegro 1999

El grupo no tenía una estructura jerárquica formal y se tomaban las decisiones por consenso. En una de las pocas entrevistas de la fundadora de las que hay constancia, Rublev destacó el hecho de que el grupo inicial estaba formado por feministas lesbianas.
En 1989 se organizó en Bruselas una reunión entre activistas pacifistas israelíes y palestinas en la que participó Hagar Rublev.
En enero de 1990 con el apoyo de las activistas italianas, lideradas por la sindicalista y política Luisa Morgantini, Mujeres de Negro coordinó con las mujeres palestinas una de las manifestaciones conjuntas más importantes que se lograron en los años de la primera Intifada.
Uno de los momentos más difíciles para el movimiento israelí llegó en 1991 durante la Guerra del Golfo. La presión fue tan dura que, explicó Rublev incluso dejaron de manifestarse durante varias semanas optando por reunirse en un espacio cerrado y debatir la situación. Finalmente acordaron volver a salir a la calle desafiando el miedo y la presión, pero en ese momento el número de mujeres participantes en la protesta descendió.
Inicialmente Mujeres de Negro se manifestó contra la ocupación israelí y hasta cuatro años más tarde, según Hagar, no se empezó a hablar de pacifismo.

### Donne in Nero de Italia
Los primeros encuentros internacionales de Mujeres de Negro se celebraron en Israel con una participación masiva de mujeres del movimiento pacifista italiano. Ellas fueron el nexo de unión entre el movimiento de Mujeres de Negro nacido en Israel y Mujeres de Negro de Belgrado con Stasa Zajovic como cofundadora y coordinadora. Luisa Morgantini, sindicalista, política diputada en el Parlamento Europeo y una de las líderes del movimiento Donne in Nero, resultó clave en esta conexión. Para la primera protesta, explica Morgani eligieron el Altare della Patria en Roma.

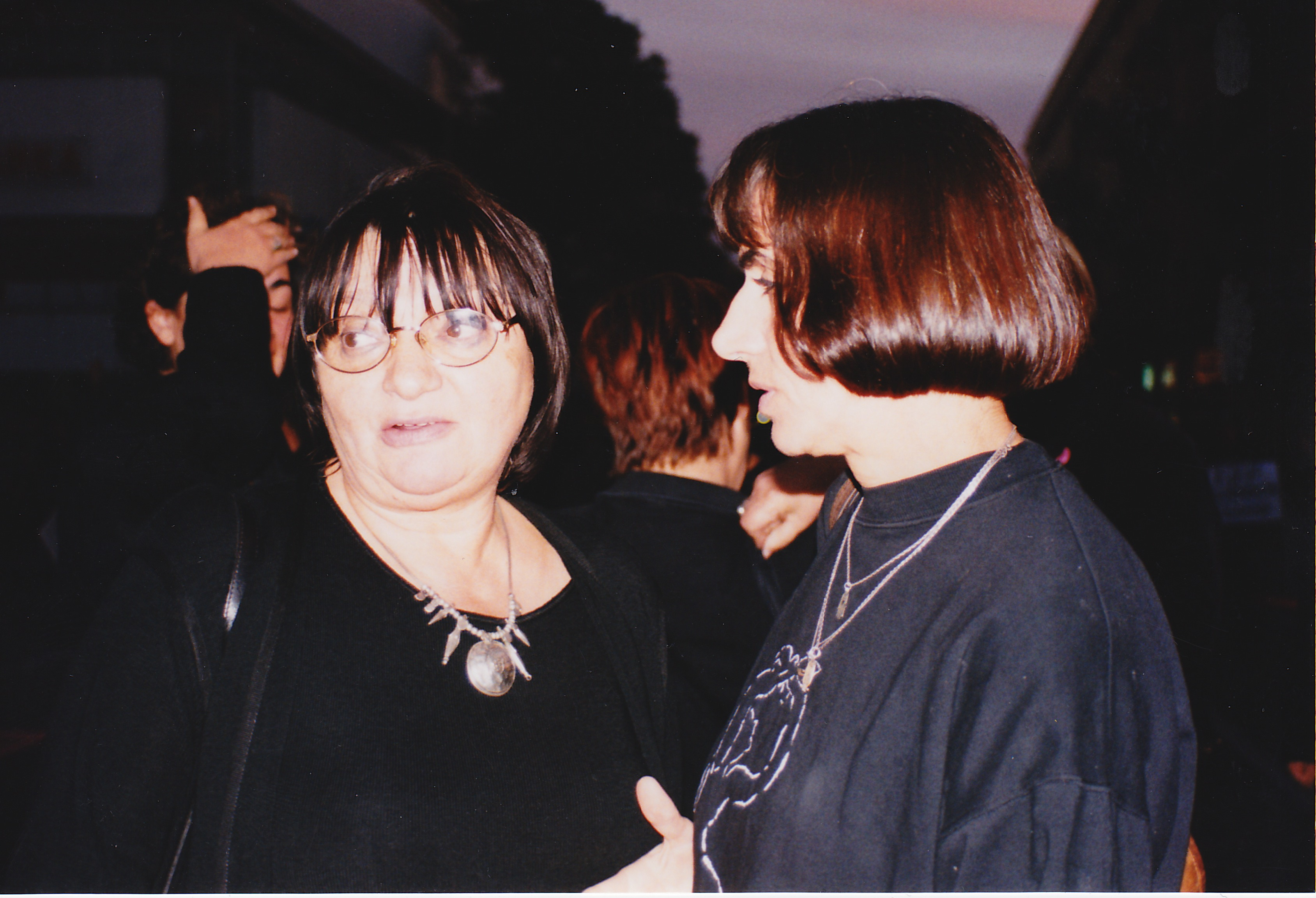
Luisa Morgantini y Stasa Zajovic, Montenegro en 1999.

La movilización surge del Gruppo di donne per la pace creado en 1983. Desde 1986 Morganitini había realizado varios viajes a Palestina. En el viaje de encuentro con las Mujeres de Negro israelíes participaron además el Centro Documentazione di Bologna y un grupo de Torino. La intifada se inició a finales de 1987. La vigilia de las mujeres vestidas de negro de Israel en Jerusalén en enero de 1988. Desde octubre de ese año las pacifistas italianas decidieron trasladar la misma protesta frente a la embajada israelí en Roma. En octubre de 1990 poco después del inicio de la Guerra del Golfo en un encuentro pacifista recuperaron esta fórmula de protesta. Cada miércoles frente al parlamento italiano.
En 1992 Mujeres de Negro de Venecia organizó las jornadas "Mujeres contra la guerra en la ex-Yugoslavia" encuentro al que acudieron una veintena de grupos de diversas partes de la ex-Yugoslavia así como una treintena de activistas italianas. "En este encuentro se evidenciaron las contradicciones en las relaciones entre las mujeres engendradas por la guerra respecto a conceptos de patria, nación o ejército...  Se hizo obvio que la necesidad de la solidaridad entre mujeres no es algo dado por que sí, sino que supone un desafío que requiere crear, con paciencia y tenacidad los espacios para afrontar estas cuestiones tan complejas."  Al término de estas jornadas, Mujeres de Negro de Belgrado decidió organizar sus propias jornadas,  justamente en el estado que consideraban más responsable de las guerras en la región.
Donne in Nero se movilizó también especialmente por la situación de las mujeres en Afganistán, en 2005 para reclamar la liberación de la periodista italiana Giuliana Sgrena secuestrada en Irak o en 2007 contra los feminicidios de Ciudad Juárez en México.

### Mujeres de Negro de Belgrado
El 9 de octubre de 1991 se fundó Mujeres de Negro de Belgrado siguiendo la propuesta israelí y la experiencia de las pacifistas italianas, liderado por Stasa Zajovic, feminista, pacifista y activista del movimiento LGBT serbia. Denunciaban en primer lugar el militarismo de Milosevic y el alto grado de militarización de los Balcanes. Su primer comunicado se cierra con la frase: "Excluyamos la guerra de la historia y de nuestras vidas".
El grupo de Belgrado consiguió extenderse por la antigua Yugoslavia convirtiéndose en el nexo de unión de las mujeres de Croacia, Bosnia y Kósovo. También consiguió organizar diez encuentros internacionales anuales mientras duró la guerra en la zona y extendieron la red de apoyo por todo el mundo.

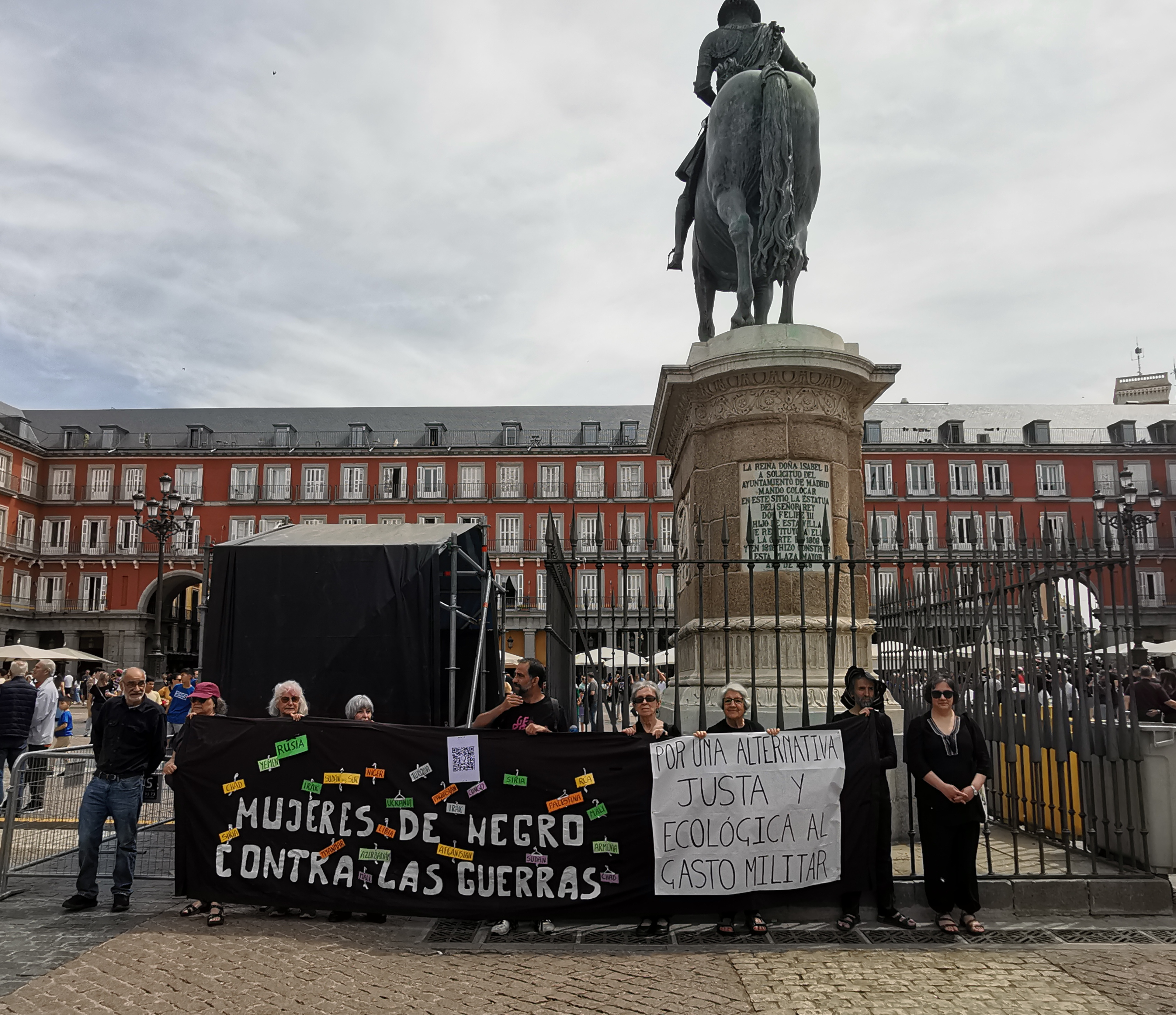
Mujeres de Negro en Plaza Mayor de Madrid, España en 2023.

### Mujeres de Negro en España
La red española ha sido especialmente activa desde el nacimiento de Mujeres de Negro. En noviembre de 1993, en Mérida, se organizaron unas jornadas contra las guerras de los Balcanes en las que participaron 8 mujeres de negro de Belgrado y varias españolas de distintos lugares, todas opositoras a las guerras y sensibilizadas por el trabajo de las mujeres de Belgrado. Así surgieron grupos y colectivos de apoyo a MdN de Belgrado, que fueron el germen de los actuales grupos españoles. Destacan Mujeres de Negro de Madrid (1999), de Bilbao y de Valencia.

### Mujeres de Negro de Colombia
Las mujeres de América Latina también toman contacto con el movimiento y empiezan a participar del mismo. En 1999 la arquitecta y feminista boliviana Ximena Bedregal participó en el Encuentro internacional de Mujeres de Negro en Ulcinj (Montenegro) al que asistieron 260 activistas del movimiento de mujeres por la paz en todo el mundo. donde se acordó que

con motivo del Día Internacional de los Derechos Humanos, juntas, en silencio y vestidas de negro, en diversos puntos del planeta haríamos visible nuestra indignación por los crímenes sobre las personas desaparecidas o secuestradas en todas las partes del mundo. Nuestras hermanas de paz de América Latina reclamarán la verdad sobre las personas desaparecidas durante las dictaduras militares en Guatemala, Chile, Colombia, Argentina, Bolivia... Al igual que ellas, nosotras estamos animadas porque los crímenes ya no son impunes. Nos uniremos a las peticiones de extradición de todos los integrantes de las dictaduras militares de América Latina o de donde sea. Tiene una importancia enorme para nosotras porque alimenta la esperanza de que los dictadores en los balcanes serán juzgados, tanto en los tribunales nacionales como en los internacionales...
VIII Encuentro Internacional de la Red de Solidaridad entre Mujeres contra la guerra

En agosto del año 2000 nace Mujeres de Negro Colombia articulado a la Red Internacional en el marco de la alianza entre la Ruta Pacífica de las Mujeres y la Organización Femenina Popular del Magdalena Medio.

### Mujeres de Negro de Uruguay
Mujeres de Negro llegó a Uruguay en 2006 de la mano de Margarita Mariño  y Jenny Escobar   quienes a partir del 2006 comenzaron con las paradas y   la primera intervención silenciosa en Montevideo el 25 de noviembre. Desde abril de 2006, el grupo se reúne cada primer jueves del mes, vestidas de negro, frente a la Intendencia capitalina, para denunciar la violencia hacia las mujeres y visibilizar su lucha por los DDHH.

## Ideología

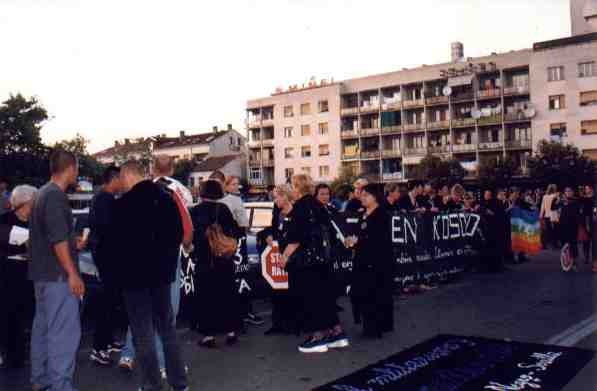
Vigilia en Ulcinj (Montengro) 1999

El objetivo del movimiento internacional de Mujeres de Negro es crear espacios para las voces de mujeres contra la guerra, realizando una resistencia activa y no violenta contra la guerra, recuperar la memoria historia frente al olvido y construir redes de solidaridad internacional entre mujeres.
El movimiento no considera que las mujeres son pacifistas por naturaleza. Recuerda sin embargo que la experiencia de las guerras para las mujeres es diferente a la de los hombres porque a menudo se encuentran en situaciones diferentes. El cuidado recae habitualmente sobre las mujeres. Todas las mujeres en la guerra temen la violencia sexual. Y mujeres son la mayoría de refugiados.
Apoyan la participación de las mujeres en las negociaciones de paz a nivel local, regional y global. Se declaran feministas, antimilitaristas y defensoras a la educación para la paz y la no violencia.

## Red Internacional
Es difícil conocer el número concreto de grupos de Mujeres de Negro que existen en la actualidad. La Red reúne a las mujeres de todos los países de la ex Yugoslavia, Europa, EE. UU., América Latina, Asia y África. 
Se han creado grupos en: Azerbaiyán, Australia, Alemania, Austria, Bosnia- Herzegovina, Canadá, Chipre, Colombia, Croacia, Dinamarca, Escocia, España, Filipinas, Francia, Italia, India, Israel, Inglaterra, Indonesia , Japón, Montenegro, Macedonia, Nepal, Palestina, Suiza, Suecia, Serbia, Turquía, Uruguay y EE. UU. (San Francisco, Nueva York, Pórtland, Oregón, Arizona, Míchigan), etc.
La comunicación entre los diversos grupos de Mujeres de Negro se realiza a través de la red informática y por los encuentros internacionales celebrados cada dos años.

## Encuentros internacionales
Los primeros encuentros internacionales de Mujeres de Negro se realizaron en la antigua Yugoslavia y a partir del 2003 se convocaron en diferentes países entre ellos Italia, Israel, España y Colombia. En 2013 el XVI Encuentro Internacional de la Red de Mujeres de Negro se celebró en Uruguay.
- Ier Encuentro 1992 - Novi Sad, Vojvodina; organizado por las MdN de Belgrado

- II 1993 -  Novi Sad, Vojvodina; organizado por las MdN de Belgrado

- III 1994 - Novi Sad, Vojvodina; organizado por las MdN de Belgrado

- IV 1994-5 - Jerusalem; organizado por la MdN de Israel.

- V 1995 - Tresnjevac, Vojvodina; organizado por las MdN de Belgrado

- VI 1996 - Novi Sad, Vojvodina; organizado por las MdN de Belgrado

- VII 1997 - Novi Sad, Vojvodina; organizado par las MdN de Belgrado

- VIII 1998 - Palic, Vojvodina; organizado par las MdN de Belgrado

- IX en 1999 - Ulcinj, Montenegro; organizado par las MdN de Belgrado

- X 2000 - Bruselas, Bélgica; organizado par las MdN italianas[20]

- XI 2001 - Novi Sad, Vojvodina; organizado par las MdN de Belgrado

- XII 2003 - Marina di Massa, Italia; organizado par las MdN italianas

- XIII 2005 - Jerusalem; organizado par las MdN de Isarel en cooperación con mujeres palestinas

- XIV 2007 - Valencia, España, organizado par las MdN de España.

- XV 2011 - Bogotá, Colombia, organizado por las MdN de Colombia[10][16]

- XVI 2013 - Montevideo, Uruguay.[21]

## Premios y reconocimientos
- 2001 Millennium Peace Prize for Women otorgado por United Nations Development Fund for Women (UNIFEM)[22]
- 2001 el movimiento internacional Mujeres de Negro representado por israelíes y serbias fueron candidatas al premio Nobel de la Paz
- 2001 el Jewish Peace Fellowship’s “Peacemaker Award”
- 1994 El premio de la ciudad San Giovanni d’Asso en Italia[23]
- 1991 Israeli Women in Black ganó el Aachen Peace Prize